# エクアドルの鉄道

エクアドルの鉄道網

エクアドルの鉄道（エクアドルのてつどう）では、エクアドルの鉄道について記す。

## 軌間
軌間は狭軌（1,067 mm）である。
812 km（単線）

## 事業者
- エクアドル鉄道（英語版）

## 路線
- ドゥラン - キト（首都）
  - ドゥランはグアヤキルの近郊の都市である。グアヤキル - ドゥラン間はフェリー移動。
- キト（首都） - インバブーラ県 イバラ - エスメラルダス県 サン・ロレンソ（英語版）

## 隣接国との鉄道接続状況
- コロンビア - 接続なし
- ペルー - 接続なし